# Euptelea
Euptelea  é um gênero botânico da família Eupteleaceae.

## Espécies
- Euptelea pleiosperma
- Euptelea polyandra